# Acanista
Acanista is een kevergeslacht uit de familie van de boktorren (Cerambycidae). De wetenschappelijke naam van het geslacht werd gepubliceerd in 1864 door Pascoe.

## Soorten
Acanista is monotypisch en omvat slechts de volgende soort:
- Acanista alphoides Pascoe, 1864